# ميخائيل ديفيدسون (لاعب كريكت)
ميخائيل ديفيدسون (بالإنجليزية: Michael Davidson)‏ (24 سبتمبر 1981 - ) هو لاعب كريكت نيوزلندي.

## وصلات خارجية
- ميخائيل ديفيدسون على موقع إي آس بي آن كريك إنفو (الإنجليزية)